# The Headsman
The Headsman (internationell titel Shadow of the Sword) är en brittisk-luxemburgsk-schweizisk-tysk-ungersk-österrikisk drama-action från 2005 i regi av Simon Aeby med Nikolaj Coster-Waldau och Peter McDonald i huvudrollerna. Filmen, som släpptes direkt på video, hade Sverigepremiär den 13 september 2006.

## Handling
Martin och Gerorge är två oäkta barn som växer upp på ett kloster i Tyrolen under 1500-talet. De är bästa vänner och ska förbli sådana för alltid. Men snart skiljs deras vägar åt. Martin hamnar i armén och George sätts i en katolsk skola. När Martin återvänder som krigshjälte till sin hemstad många år senare finner han en stad i upplösningstillstånd. Inkvisitionen driver en skonigslös jakt på kättare och i spetsen för denna jakt står nu hans gamle vän George som nu avancerat till prior. När den lokale bödeln dör behöver kyrkan en ny man vid svärdet och Martin är den perfekta efterträdaren, men när han förälskar sig i den förre bödelns spirituella och fritänkande dotter Anna hamnar han i korselden mellan dem han tjänar och den han älskar. Och samtidigt eskalerar kyrkans jakt på kättare allt mer.

## Rollista
- Martin - Nikolaj Coster-Waldau
- George - Peter McDonald
- Anna - Anastasia Griffith
- Inkvisitorn - Steven Berkoff
- Margaretha Von Fry - Julie Cox
- Fabio - Eddie Marsan
- Ärkebiskopen - John Shrapnel